# Wolfgang Pauli
Wolfgang Pauli (ur. 25 kwietnia 1900 w Wiedniu, zm. 15 grudnia 1958 w Zurychu) – szwajcarski fizyk pochodzenia austriackiego, noblista. Jeden z twórców mechaniki kwantowej; od 1928 profesor w Związkowej Wyższej Szkole Technicznej w Zurychu (ETHZ), po 1939 pracujący na Uniwersytecie w Princeton (w Stanach Zjednoczonych),

## Osiągnięcia naukowe
Aby wyjaśnić doświadczalne obserwacje, postulował w 1924 roku, że elektrony muszą mieć spin. W 1925 sformułował regułę, według której dwa elektrony (i generalnie fermiony) nie mogą znajdować się w tym samym stanie kwantowym; regułę nazwano zakazem Pauliego. Tłumaczy on między innymi systematykę widm i budowę układu okresowego pierwiastków. W 1945 za to odkrycie otrzymał Nagrodę Nobla w dziedzinie fizyki.
W 1930 wysunął hipotezę istnienia neutrina (potwierdzoną eksperymentalnie przez Fredericka Reinesa i Clyde'a Cowana w 1956), a w 1955 stworzył prawo zachowania parzystości CPT.
Wspólnie z Jungiem napisał książkę Naturerklärung und Psyche (1952), w której opisano synchroniczność, to znaczy stałe współwystępowanie zjawisk niezwiązanych z sobą przyczynowo.
Wolfgang Pauli zmarł w 1958 roku na raka.

## Upamiętnienie
Został wyróżniony Nagrodą Nobla w 1945. Od 1953 był członkiem Royal Society, a od 1958 członkiem zagranicznym Królewskiej Holenderskiej Akademii Sztuk i Nauk. Jego imieniem nazwano krater księżycowy. Jego dorobek został upamiętniony w licznych publikacjach.

### Książki
- I. Duck, E.C.G. Sudarshan, Pauli and the spin-statistics theorem (River Edge, NJ, 1997).
- J. Hendry, The creation of quantum mechanics and the Bohr-Pauli dialogue (Dordrecht, 1984).
- K.V. Laurikainen, Beyond the atom : the philosophical thought of Wolfgang Pauli (Berlin, 1988).
- S. Richter, Wolfgang Pauli : Die Jahre 1918-1930. Skizzen zu einer wissenschaftlichen Biographie (Aarau, 1979).
- Theoretical Physics in the Twentieth Century, a Memorial Volume to Wolfgang Pauli (New York, 1960).

### Artykuły

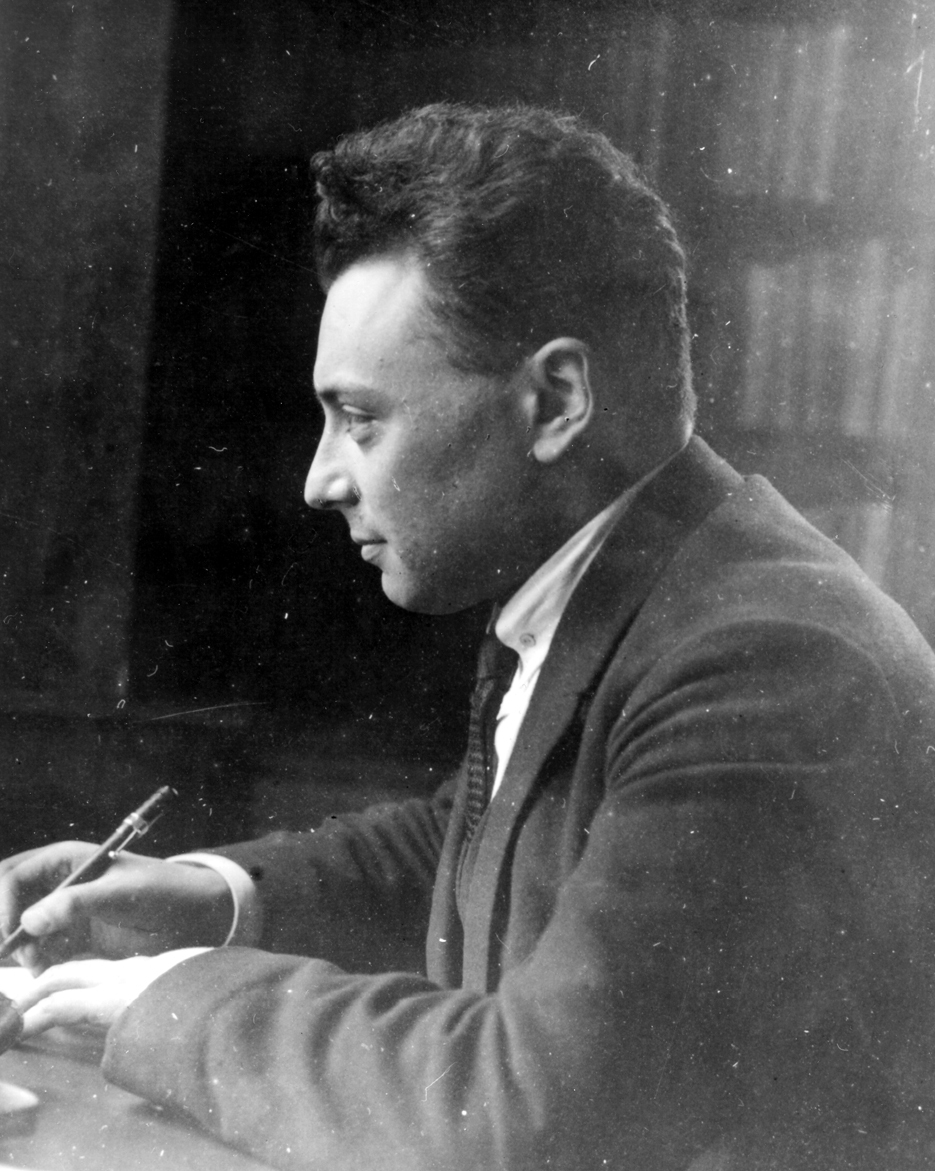
Wolfgang Pauli

- K. Bleuler, Wolfgang Pauli-über sein Werk und seine Ideen zu den Grundlagen der Physik, Geometry and theoretical physics (Berlin, 1991), 298-303.
- K. Bleuler, Wolfgang Pauli: his scientific work and his ideas on the foundations of physics, Geometry and theoretical physics (Berlin, 1991), 304-310.
- W. Eisenberg, M. Füting, E. Krause, Wolfgang Pauli-mehr als nur ein Klassiker der modernen Physik, Wiss. Z. Martin- Luther- Univ. Halle- Wittenberg Math.- Natur. Reihe 39 (2) (1990), 127-136.
- W. Eisenberg, Zu den Wirklichkeitsauffassungen der Physiker Wolfgang Pauli und Ludwig Boltzmann (Vergleich), in Mathematik und Wirklichkeit (1991), 47-54.
- C.P. Enz, The space, time and field concepts in Wolfgang Pauli's work, Symposium on the foundations of modern physics (Singapore, 1985), 127-145.
- C.P. Enz, Wolfgang Pauli, physicist and philosopher, Symposium on the foundations of modern physics (Singapore, 1985), 241-255.
- C.P. Enz, 50 years ago Pauli invented the neutrino, Helv. Phys. Acta 54 (3) (1981/82), 411-418.
- E.A. Giannetto, F. Pozzi, Non-separability and synchronicity : Pauli, Jung and a new historical, philosophical perspective on quantum physics, in The foundations of quantum mechanics, Lecce, 1998 (River Edge, NJ, 2000), 251-259.
- N.H. de V. Heathcote, Wolfgang Pauli, Nobel prize winners in physics, 1901-1950 (New York, 1953), 411-421.
- K.V. Laurikainen, Wolfgang Pauli's conception of reality, Symposium on the foundations of modern physics (Singapore, 1985), 209-228.
- K.V. Laurikainen, Wolfgang Pauli and the Copenhagen philosophy, Symposium on the foundations of modern physics (Singapore, 1985), 273-287.
- K.V. Laurikainen, Wolfgang Pauli and philosophy (Finnish), Arkhimedes 34 (4) (1982), 206-222.
- A. Pais, Wolfgang Ernst Pauli, in The genius of science (Oxford, 2000), 210-262.
- E.L. Schucking, Jordan, Pauli, politics, Brecht … and a variable gravitational constant, in On Einstein's path, New York, 1996 (New York, 1999), 1-14.
- M. A. Szalek, Pauli versus the Maxwell equations and the Biot-Savart law, Phys. Essays 10 (1) (1997), 95-102.
- K.von Meyenn, Pauli, Schrödinger and the conflict about the interpretation of quantum mechanics, in Symposium on the foundations of modern physics, Joensuu, 1985 (Singapore, 1985), 289-302.
- K. von Meyenn, Pauli's belief in exact symmetries, in Symmetries in physics (1600-1980), San Feliu de Guixols, 1983 (Barcelona, 1987), 329-360.